# Raymond Dumais
Raymond Dumais, né le 4 juin 1950 à Amqui au Québec et mort le 19 octobre 2012 à Rimouski au Québec, est un prêtre canadien, évêque de Gaspé de 1994 à 2001. Il fut ordonné prêtre le 26 juin 1976. Il démissionna en juillet 2001.
Le 21 juillet 2001, le Pape Jean-Paul II se met d'accord avec sa demande de laïcisation après avoir déclaré publiquement vivre avec une femme avec laquelle il s'est marié.

## Annexe